# یابلانیتسا (روستا)
یابلانیتسا (به بلغاری: Yablanitsa) یک منطقهٔ مسکونی در بلغارستان است که در استان صوفیه واقع شده‌است.